# Звёздные врата: Ковчег правды
«Звёздные врата: Ковчег истины» (англ. StarGate: The Ark of Truth) — фильм, основанный на популярном телевизионном сериале «Звёздные врата: SG-1» канала SyFy Universal, входящем в медиафраншизу «Звёздных врат». Съёмки начались в апреле 2007 года. Выпущен на видео 11 марта 2008 (в США), финансируется совместно студией MGM и компанией 20th Century Fox Home Entertainment. Бюджет фильма составляет 7 млн долларов.
Первый из фильмов, снятых после закрытия сериала «Звёздные врата: SG-1», закрывающий сюжетную линию с Орай и рассказывающий о поиске «Ковчега истины». Именно так режиссёр Купер желал окончить сериал.

## Сюжет

### Предыстория
Миллионы лет назад первые представители человеческого вида жили в другой галактике и достигли успехов на пути к вознесению. В то время Альтеране и Орай не отличались друг от друга и жили в одном обществе. Но затем появилось философское деление: Орай становились всё более и более нетерпимыми и фанатичными в своих религиозных верованиях, тогда как Альтеране (от лат. altera — другие) предпочитали научное мировоззрение и рациональный взгляд на жизнь. В конце концов их общество разделилось надвое, и Орай попытались уничтожить своих собратьев. Вместо того, чтобы драться, Альтеране покинули свою галактику.
После нескольких тысячелетий Альтеране нашли Млечный Путь, где они затем построили могучую империю. По-видимому, они также заселили Землю (Terre ). Для перемещения между своими планетами они построили систему звёздных врат (Astria Portas  ).
После попадания Дэниэла и Валы в галактику Орай (в результате использования устройства, найденного в тайнике альтеранина Мерлина) Орай узнают о нашей галактике и начинают активно её завоевывать.
Для управления армией последователей Орай создают Орисай.
Системный лорд Ба’ал имплантирует Орисай (Адрии) клон своего симбиота, а в процессе извлечения симбиота Орисай проснётся, закроется в отсеке и вознесётся, став Орай. SG-1 узнаёт, что им всё-таки удалось убить остальных Орай.

### В фильме
Команда SG-1 пытается отыскать артефакт «Ковчег правды» Ameria Veriumas  .
Внезапно их окружает отряд последователей Орай во главе с Томином. После короткой перестрелки приор погибает. Томин, поражённый этим фактом, сдаётся.
Джексона мучают видения, странно похожие на Мерлина. Джексон рассказывает о видении взрываюшейся горы.
Томин вспоминает историю Ortis Mallum   — Колыбели зла. Ortis Mallum   оказывается последним пристанищем альтеран в галактике Орай. Для этого им придётся пролететь через супер врата в галактику Орай, встретиться лицом к лицу с приорами, обладающими колоссальной силой ума.
МНК заставляет взять на миссию их наблюдателя.
Взяв «Одиссей», SG-1 пролетает через суперврата. Томин налаживает контакт с сопротивлением. Как ни странно, «Ковчег правды» Ameria Veriumas   находится на планете, где находится город Селестис, столица-храм Орай. На планету телепортируется археологический отряд: Тил’к, Вала мал Доран, Томин, Джэксон. Тем временем наблюдатель МНК с помощью ядра азгардов возрождает репликаторов. Это оказывается хитрым способом МНК избавиться от последователей Орай.
Пока доблестная команда «Одиссея» героически борется с репликаторами, археологический отряд находит «Ковчег правды» Ameria Veriumas  .
Но последователи Орай начеку: «Одиссей» атакуют, и он уходит в гиперпространство. Археологический отряд вступает в бой с солдатами Орай.
Тил’к получает серьёзное ранение, остальные попадают в плен.
Джексон понимает причину своих видений: лантийка Морган ле Фей тайно помогает SG-1. Хотя Древняя Морган ле Фей желала помочь SG-1 избавиться от Адрии, сама она была не в состоянии этого сделать. Для этого сперва было необходимо отнять львиную долю могущества Орай — веру людей и приоров. Именно поэтому она тайком помогла Дэниэлу найти Ковчег истины, устройство Древних, созданное миллионы лет назад для борьбы с Орай, но так и не использованное. «Ковчег правды», показанный приору, откроет ему глаза на правду об Орай и происхождение, а по причине связи посохов приоров достаточно показать «Ковчег истины» одному приору. Джексон, измученный пытками, отказывается помогать, но тут появляется Тил’к. «Одиссей» почти захваченный репликаторами, встречается с четырьмя кораблями Орай. Миттчелл узнаёт, что код отключения репликаторов находится на обратной стороне кристалла (с программой для создания репликаторов).
SG-1 пытается включить «Ковчег правды». Вдруг появляются Досай и Адрия. Пока Вала отвлекала дочь, Дэниэлу удалось разгадать пароль для активизации устройства — «Происхождение», древний синоним слова «правда». Открыв Ковчег перед лицом Досая, SG-1 заставили всех приоров поверить в то, что Орай — не боги. Таким образом отобрав огромную силу Адрии, SG-1 позволили Морган вступить в равный бой с противницей. Судьба этих вознесённых женщин неизвестна. Либо они друг друга уничтожили, либо они находятся в извечном противоборстве, наподобие Омы Десалы и Анубиса.

## В ролях
| Актёр           | Роль                         |
| --------------- | ---------------------------- |
| Бен Браудер     | подполковник Кэмерон Митчелл |
| Майкл Шэнкс     | доктор Дэниел Джексон        |
| Аманда Таппинг  | подполковник Саманта Картер  |
| Кристофер Джадж | Тил’к                        |
| Клаудия Блэк    | Вала Мал Доран               |
| Бо Бриджес      | генерал-майор Хэнк Лэндри    |
| Тим Гини        | Томин                        |
| Грег Андерсен   | приор                        |
| Карри Грэм      | Джеймс Мерек                 |
| Морена Баккарин | Адрия                        |
| Сара Стрэйндж   | Ганос Лал/фея Моргана        |
| Джулиан Сэндс   | Досай                        |